# Roman Trakhtenberg
Roman Lvovich Trakhtenberg (nombre real, Gorbunov, en ruso, Роман Львович Трахтенберг; Leningrado, 28 de septiembre de 1968 – Moscú, 20 de noviembre de 2009) fue un actor y presentador de programas de radio ruso.

## Biografía
Roman Gorbunov (Trakhtenberg) tuvo sus primeras experiencias en el Teatro de Creatividad joven (1980-1982). Además, fue un popular presentador de programas de radio, Roman Trakhtenberg apareció en numerosas películas como Dom Kuvyrkom en 2009 y una miniserie de televisión llamada Gaishniki, donde interpretó a Sher-Khan en 2008.
Murió a los 41 años el 20 de noviembre de 2009, supuestamente debido a un infarto después de finalizar su transmisión en vivo en Radio Mayak. Fue enterrado el 24 de noviembre en el Cementerio Judío de San Petersburgo.